# Вікові дерева (пам'ятка природи)
Вікові́ дере́ва — ботанічна пам'ятка природи місцевого значення в Україні. Об'єкт природно-заповідного фонду Хмельницької області.
Розташована в межах Теофіпольської селищної громади Хмельницького району Хмельницької області, у південній частині села Волиця-Польова.
Площа 4,6 га. Статус присвоєно згідно з рішенням сесії облради від 25.12.1992 року № 7. Перебуває у віданні: Волице-Польова сільська рада.